# Pangablecka
Pangablecka (Pterogymnus laniarius) är en fisk från familjen havsrudefiskar som finns i farvattnen runt Sydafrika.

## Utseende
Pangableckan är en avlång fisk med ett gyllengult huvud och en lång ryggfena som består av 10 till 13 taggstrålar och 10 till 15 mjukstrålar. Även analfenan har både tagg- och mjukstålar; 3 respektive 8 till 14. Fisken kan byta kön. Den kan bli upp till 45 cm lång.

## Vanor
Arten lever i kustnära vatten på ett djup mellan 20 och 150 m över mjuka bottnar, där den ofta bildar stora stim. De vuxna individerna tar främst bottenlevande ormstjärnor och märlkräftor, medan ungfiskarna framför allt lever av pungräkor.
Arten blir könsmogen vid omkring 4 års ålder och 23 centimeters längd, och kan bli åtminstone 16 år gammal.

## Kommersiell betydelse
Arten fiskas kommersiellt och säljs vanligen färsk.

## Utbredning
Pangableckan förekommer vid södra Afrikas kust från Namibia över Sydafrika till södra Moçambique.